# Vuolimus Čuhčajávri
Vuolimus Čuhčajávri, enligt tidigare ortografi Tsutsajaure, är en sjö i Kiruna kommun i Lappland och ingår i Kalixälvens huvudavrinningsområde. Sjön har en area på 0,148 kvadratkilometer och ligger 818 meter över havet. Sjön avvattnas av vattendraget Čuhčajohka.

## Delavrinningsområde
Vuolimus Čuhčajávri ingår i det delavrinningsområde (753704-160155) som SMHI kallar för Mynnar i Kalixälvens vattendragsyta. Medelhöjden är 1 031 meter över havet och ytan är 9,47 kvadratkilometer. Räknas de 4 avrinningsområdena uppströms in blir den ackumulerade arean 48,99 kvadratkilometer. Čuhčajohka (Tsutsajåkka) som avvattnar avrinningsområdet har biflödesordning 3, vilket innebär att vattnet flödar genom totalt 3 vattendrag (Čeakčajohka (Tjäktjajåkka), Kaitumälven, Kalixälven) innan det når havet efter 444 kilometer. Avrinningsområdet består mestadels av kalfjäll (98 procent). Avrinningsområdet har 0,23 kvadratkilometer vattenytor vilket ger det en sjöprocent på 2,4 procent.